# Osmanské vzdušné síly

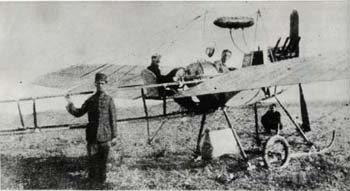
Jedno z prvních osmanských letadel v Balkánských válkách na přelomu let 1912 a 1913

Osmanské vzdušné síly byly zřízeny v červnu 1909 či v červenci 1911; po vzoru ostatních evropských mocností, které do svých armád zaváděly první letecké divize se i Osmanská říše rozhodla pro podobný program. Osmanské letectvo bylo jedním z prvních na světě.
Leteckému boji se učili osmanští důstojníci v Evropě, kam byli za tímto účelem vysláni ke konci roku 1910. Nevydrželi tam ale dlouho a vrátili se na jaře 1911. Na počátku roku 1912 pak bylo vysláno dalších 8 důstojníků do Francie na studia; nedlouho poté začali Osmané trénovat vlastní piloty a připravovat výrobu letadel; 3. července 1912 pro ně v Istanbulu zřídili i akademii (Hava Okulu).
Poprvé zasáhla letadla do bojů již v letech 1912 a 1913; když Osmané bojovali na Balkáně. Vzhledem k nedostatku technických zkušeností však ztratili několik letadel a většího úspěchu nedosáhli. To se ale změnilo v pozdějších fázích boje, kdy již byli piloti zkušenější. Svůj úkol sehrálo letectvo i v první světové válce, kdy letci bojovali na několika frontách (Kavkaz, Jemen apod.). Přestože byly jisté snahy o reorganizaci letectva a vytvoření modernějších vzdušných sil, ukončila je okupace Istanbulu a následný rozvrat říše. Turci však letectvo potřebovali i po něm; ve válce za nezávislost, kdy Turci získali kontrolu nad Anatolským poloostrovem.